# Vitrai-sous-Laigle
 Vitrai-sous-Laigle  es una población y comuna francesa, en la región de Baja Normandía, departamento de Orne, en el distrito de Mortagne-au-Perche y cantón de L'Aigle-Est.

## Demografía
| 395 | 442 | 444 | 367 | 348 | 372 | 351 | 322 | 298 | 285 | 289 | 250 | 272 | 253 | 244 | 234 | 234 | 234 | 239 | 232 | 232 | 235 | 225 | 200 | 206 | 202 | 193 | 197 | 189 | 197 | 196 | 190 |
| Para los censos de 1962 a 1999 la población legal corresponde a la población sin duplicidades (Fuente: INSEE [Consultar]) |     |     |     |     |     |     |     |     |     |     |     |     |     |     |     |     |     |     |     |     |     |     |     |     |     |     |     |     |     |     |     |

## Historia
- 1823 : se le incorpora la comuna de Saint-Martin-des-Prés.

## Personalidades ligadas a la comuna
- Roger Gouhier, diputado por el Partido Comunista Francés